# Confessione (diritto)
La confessione, in diritto, indica una dichiarazione di scienza che una parte fa della verità di fatti a sé sfavorevoli  e favorevoli all'altra parte (contra se).

## Caratteristiche
La confessione appartiene dunque al più vasto genus della testimonianza, intesa in senso lato, nel quale occupa un posto particolare sia dal punto di vista soggettivo che dal punto di vista oggettivo.
Da un punto di vista soggettivo infatti la confessione si caratterizza per essere una testimonianza che può provenire solo dalla parte personalmente.
Si caratterizza altresì per l'oggetto in quanto non qualunque dichiarazione di scienza della parte è una confessione, ma solo quella dichiarazione con la quale la parte affermi la verità di un fatto a sé sfavorevole. Il valore probatorio della confessione deriva dalla massima di esperienza secondo cui nessuno dichiarerebbe fatti sfavorevoli a se stesso se non fossero veri. Essa può avere ad oggetto solo fatti della causa, siano essi impeditivi, estintivi o modificativi.

## Nel mondo

### Italia
Il codice civile italiano del 1942 all'art. 2730 distingue due tipi di confessione: la confessione giudiziale e la confessione stragiudiziale.
La confessione giudiziale, ai sensi dell'art. 2733 del codice civile, è la confessione resa dalla parte in giudizio. Essa può essere:
- Spontanea: ciò che si ha quando la parte liberamente si disponga a confessare senza esser stata sollecitata in tal senso dall'altra parte.
- Provocata: si ha la confessione provocata quando la parte viene sollecitata alla confessione dal proprio avversario tramite interrogatorio formale.

Si parla di confessione stragiudiziale se resa fuori  dal giudizio. Se è fatta alla parte o al suo rappresentante, ha lo stesso valore di quella giudiziale; se è fatta ad un terzo, può essere apprezzata liberamente dal giudice (ex art. 2735 cod.civ.). A differenza di quella giudiziale, la confessione stragiudiziale dev'essere, a sua volta, dimostrata; essa non può essere provata con testimoni se verte su un oggetto per il quale la prova testimoniale non è ammessa dalla legge (art. 2735 cod.civ.).
In questo caso essa è un presupposto fondamentale per l'instaurazione di un giudizio direttissimo.